# 無人航空載具

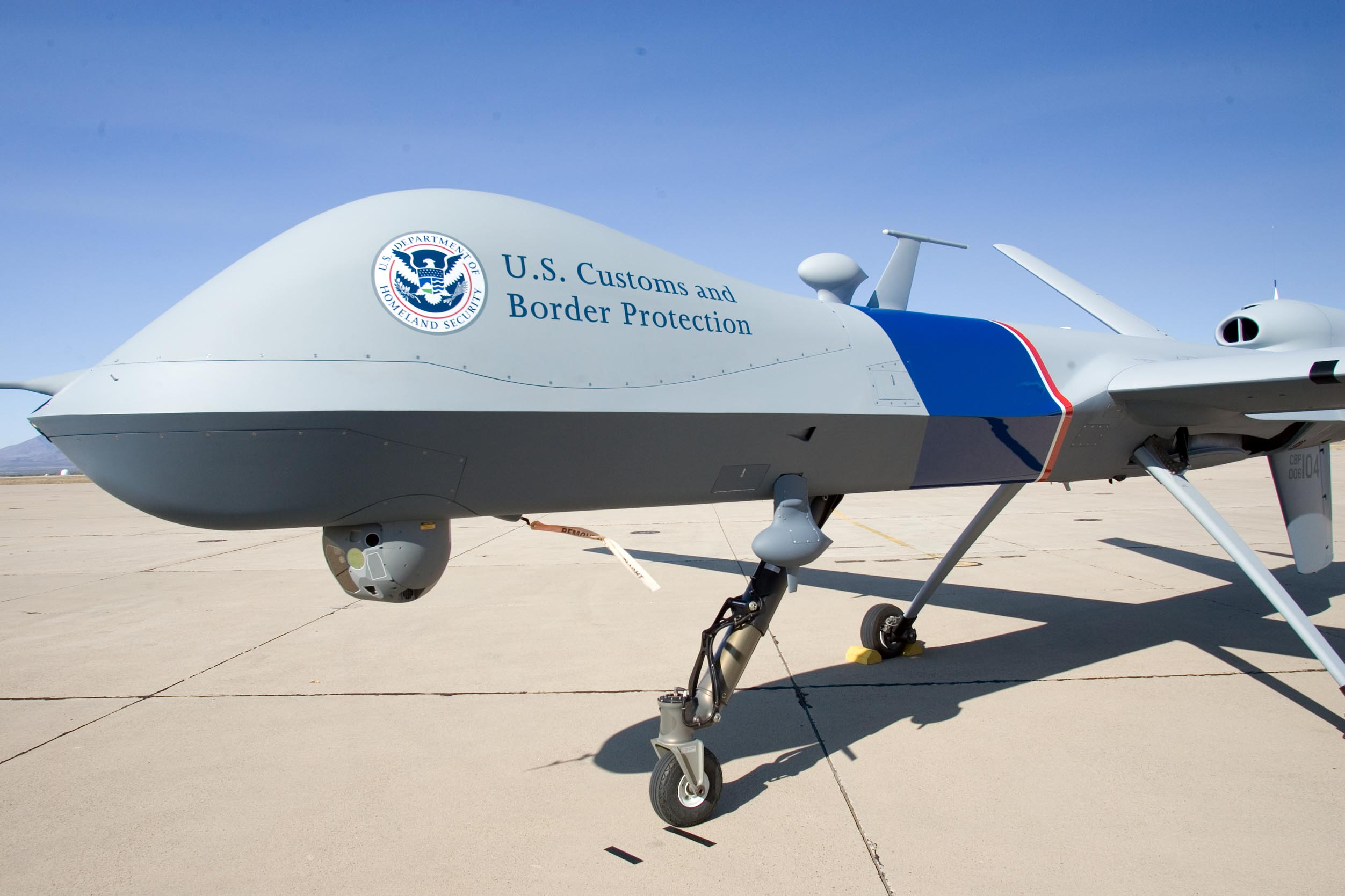
美國國土安全部海關及邊境保衛局的無人飛行載具

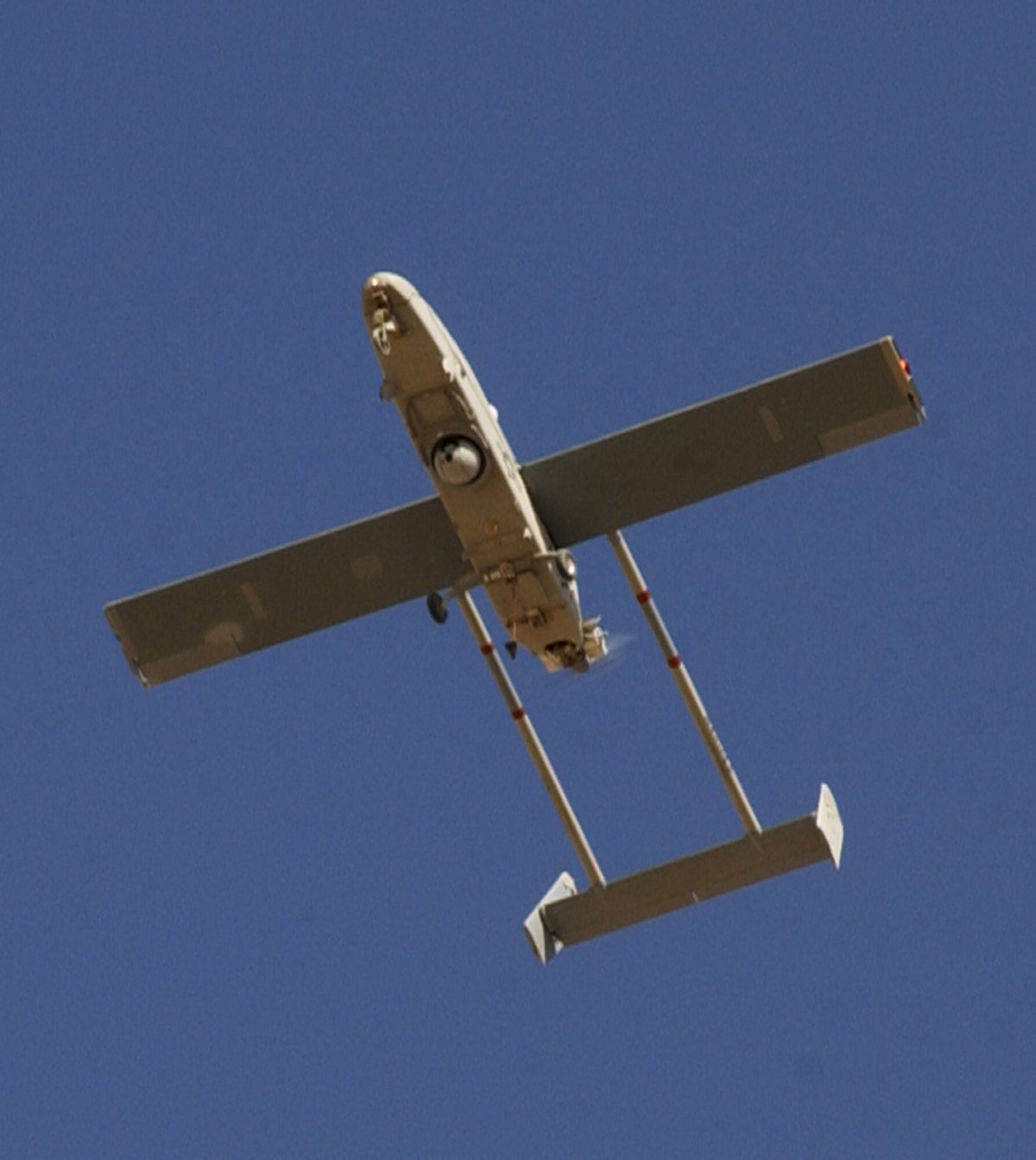
影子2000无人机飞越伊拉克。

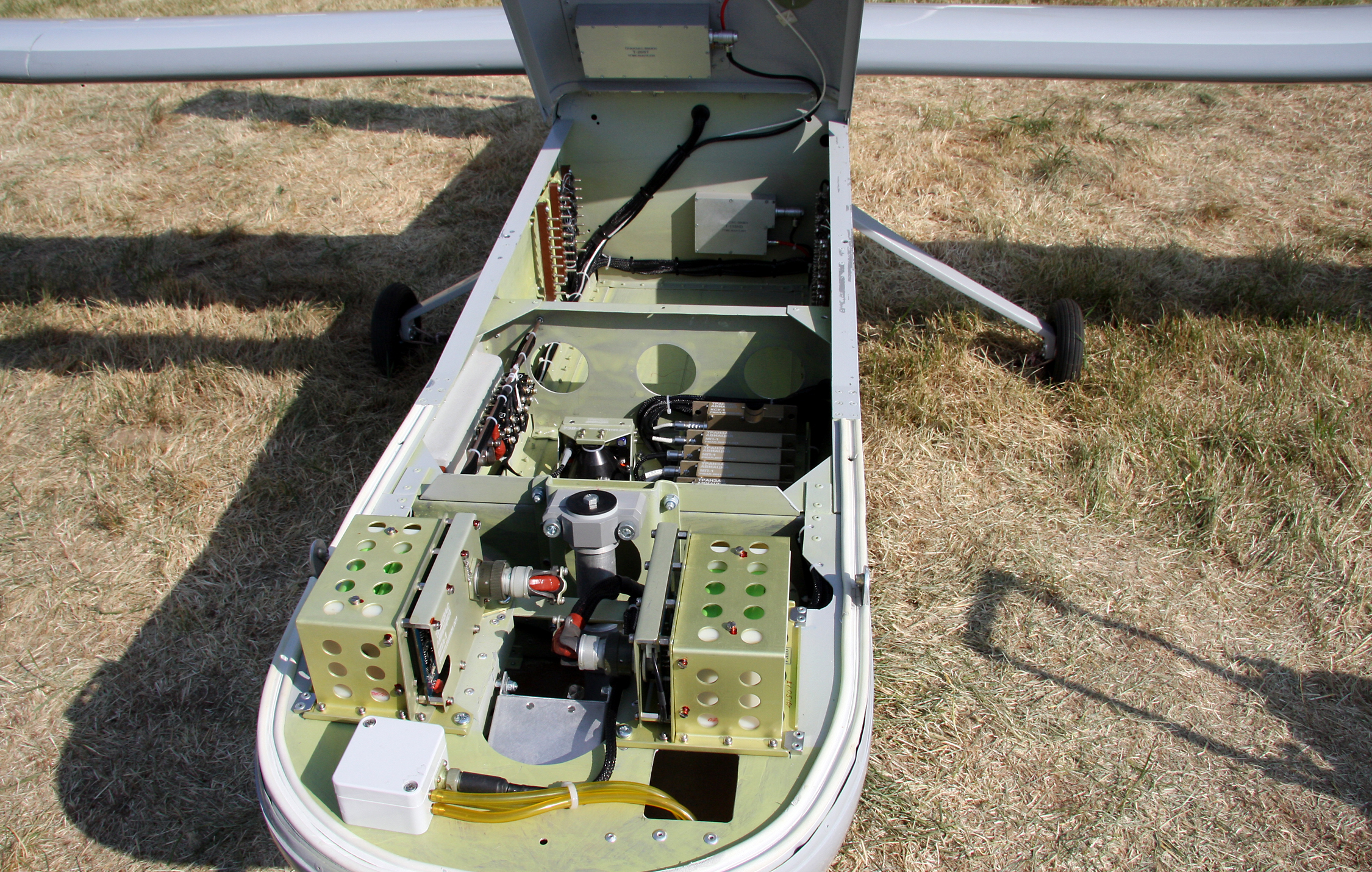
俄羅斯Dozor-100無人機內部

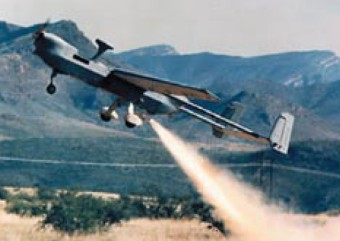
比利時RQ-5採用火箭助推發射

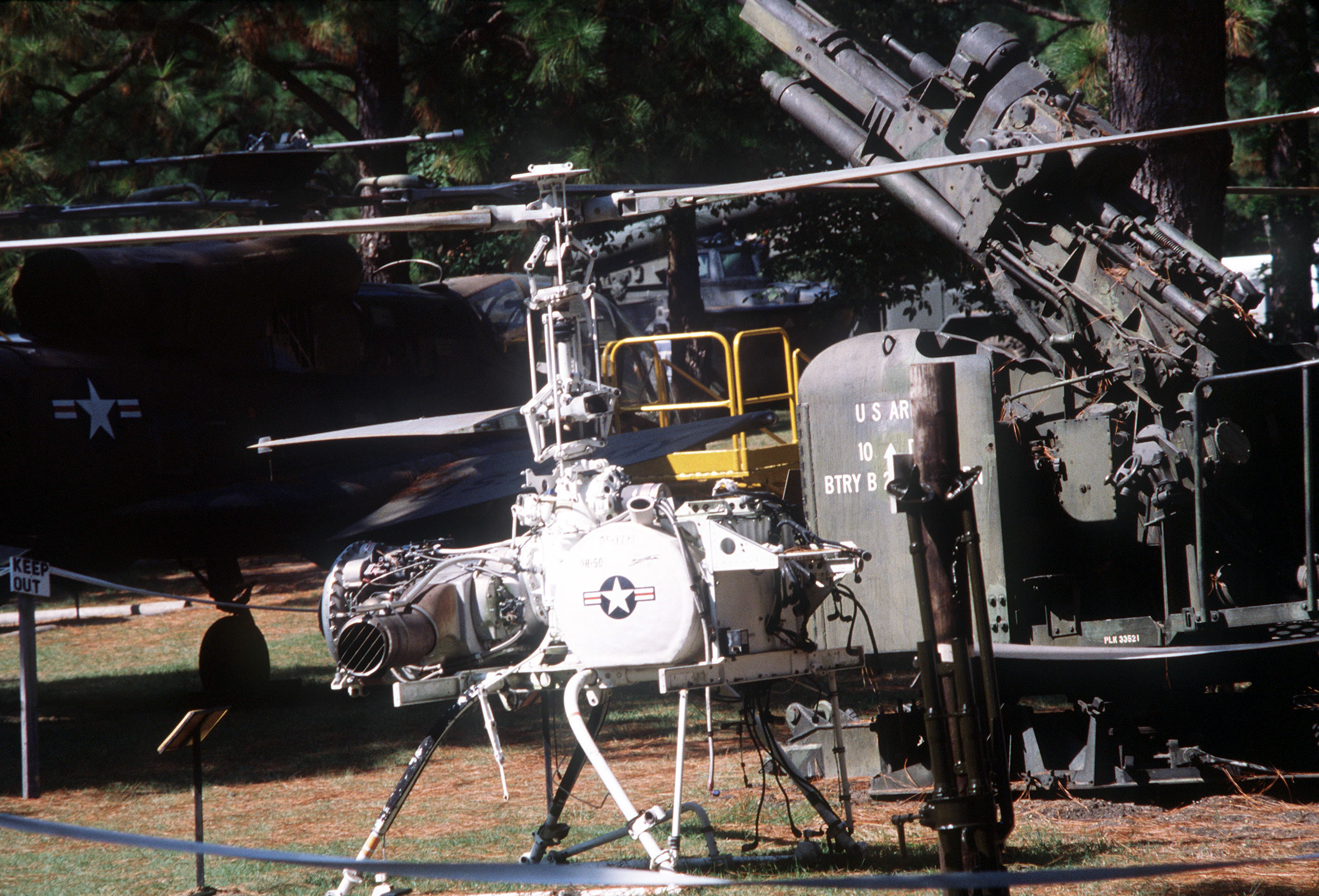
美國QH-50無人反潛直升機

無人航空載具（英語：Unmanned Aerial Vehicle，縮寫：UAV）或稱無人飛行器系統（Unmanned Aircraft System，縮寫：UAS），俗稱無人飛機、無人機、蜂型機（drone），廣義上為不需要駕駛員登機駕駛的各式遙控飛行器（但可以有乘員），在用途上通常分为军用和民用。至於無人駕駛作戰飛機則具備類似攻擊機的性能，而且成本低。
無人機通常使用遙控、導引或自動駕駛來控制。可在科學研究、場地探勘、軍事、休閒娛樂用途上使用。
內建或外掛照相機、攝影機的飛行載具常俗稱為「空拍機」或“航拍机”。无人機的全球市场在近年大幅增长，现已成为商业、政府和消费应用的重要工具。其能够支援诸多领域的解决方案，广泛应用于建筑、石油、天然气、能源、农业、救災等领域。

## 历史
无人机最早的开发是在一战后，二战中曾以无人靶机用于训练防空炮手之外，美國與德國都嘗試以飛機攜帶大量炸藥，經由飛行員直接或者是透過另外一架飛機控制，對特殊目標進行精確度較高的攻擊。德國是以戰鬥機加上無人轟炸機的槲寄生型態使用於東線戰場。美國試驗性的使用B-17轟炸機作為炸藥的載具，飛行員在最後階段啟動自動飛行裝置之後跳傘，飛機則在預設的飛行之後撞擊目標。
第二次世界大戰之後有數種發展路線。一種是以退役的飛機改裝成為特殊研究或者是靶機。一種是以專門設計的小型無人飛機擔任特殊的偵查或者是試驗任務，第三種是以小型無人飛機取代大型飛機的任務。隨著電子技術的進步，無人機在擔任偵查任務的角色上開始展露灵活性與重要性。在越戰期間，美軍就曾經使用大量的無人機對高價值或者是防禦嚴密的目標進行偵查工作，如此一來可以減少人員的傷亡或是被俘虜的風險。在越戰時期美國軍方開發的遙控載具（Remotely Piloted Vehicle；RPV），也就是雷恩航空公司（Ryan Aeronautical）的AQM-34火蜂（Ryan Firebee）為早期無人飛機的代表產品之一。此外，以A-12偵察機攜帶的D-21三倍音速無人偵察機是非常特殊卻不太成功的另外一項嘗試。
美國海軍於1950年代尋找一種較ASROC反潛火箭便宜的反潛系統時，曾經利用小型無人直升機部署於驅逐艦上，攜帶魚雷攻擊被標定的蘇聯潛艇。這項名為無人反潛直升機（Drone Anti-Submarine Helicopter，DASH）計畫於1960年展開，然而，受到越戰軍費的影響，1967年美國國防部以效果不如預期為由將其取消。不過，同時期該國國防部也曾經改裝少數DASH計畫的QH-50直升機於越南擔任偵查任務。除此之外，日本自1965年到1967年，一共向美國採購20架QH-50，部署在海上自衛隊的艦艇上。
世界上首次無人機和有人機的空中戰鬥是1964年11月15日，中國解放軍使用殲6擊落美國火蜂式無人偵察機，當時火蜂式侵入中國雷州半島領空，由飛行員徐開通擊落，後續五年間又有17架美國無人機偵查中被解放軍擊落。
1982年以色列航空工业公司（IAI）首創以無人機擔任其他角色的軍事任務。在加利利和平行动（黎巴嫩战争）时期，侦察者无人机无人机系统曾经在以色列陆军和以色列空军的服役中担任重要战斗角色。以色列国防军主要用无人机进行侦察、情报收集、跟踪和通讯。在1991年的沙漠風暴行动中，美軍曾經發射專門設計的小型無人機作為誘餌来欺騙敌方雷達系統。
美国国家航空航天局曾经赞助研究以太阳能为动力的无人机称为太阳神，2001年，太阳神达到约30公里高。在2003年6月26日太阳神无人机在太平洋上空分解并爆炸。
21世紀後的伊拉克戰爭，首度有無人機大量投入戰場，最初的一代主要以侦察机為主，現在一些无人机已经装备了武器（例如RQ-1捕食者装备了AGM-114地狱火空对地导弹）。由无人机担任更多角色的军事设想，最初是侦察，现在则发展到了空对地攻擊。装备有武器的无人机称为無人駕駛作戰飛機。2010年代以來先進迷你型無人機的製造和科技極快速的發展，美軍在这类飞行器上的兴趣也不断增长，因为这为他们提供了成本低廉、極富任務灵活性的战斗机器，使用这样的战斗机器就沒有導致飞行人员伤亡的风险。

## 分類
無人飛行載具乃是指向藉由遙控或者自動駕駛技術，進行科學觀測及偵查等任務的飛行載具。與傳統飛機相比較，具有操作成本低、運用彈性大及支援裝備少等特性。無人飛行載具大致上可以分為以下數種：近距離無人飛行載具搭載5公斤以下酬載於低高度飛行5公里距離；短距離無人飛行載具則將飛行距離增加至20公里，以上兩種常稱小型無人飛行載具（small-UAVs）或者迷你無人飛行載具，更小的微型無人飛行載具指翼展0.5公尺以下，飛行距離至多2km。戰術無人飛行載具則至少具有20小時的飛行時間，視乎任務而訂，升限至少達到5,486.4公尺（18,000呎）。

## 商业应用
无人机的全球市场在近年大幅增长，现已成为商业、政府和消费应用的重要工具。其能够支持诸多领域的解决方案，广泛应用于建筑、石油、天然气、能源、农业等领域。以下列出常见的无人机商业应用领域实例。
- 物流运输。对比传统物流，无人机物流优势明显。不同于传统的常见的公路、铁路等运输，无人机的空运能有效避免交通堵塞、规避危险地形，运输更为快捷高效安全。尤其是在山区，无人机物流运输能比传统物流节省更多时间和成本。此外，无人机物流运输能减少对人力资源的依赖[10][11]。
- 农业植保。对比传统的农业植保（一般是人驾驶飞机植保），无人机农业植保单位面积施药液量小，无需专用起降机场，机动性好，植保作业效率更高，植保成本更低（节省约50%的农药使用量，约90%的用水量），植保过程更加安全精准，植保的效果更优良。无人机农业植保包括喷洒农药种子、巡逻监视、病虫监察等具体应用。
- 安防救援。无人机救援包括如边防监控、消防监控、环境保护、刑侦反恐、治安巡逻等具体应用。其在突发救援任务中能有效规避地面障碍，快速准确的到达指定现场，利用热成像仪等高新技术产品把实时信息回传指挥中心，为指挥人员决策提供依据。无人机安防包括建筑外墙巡检、电力巡检、基站巡检、石油管线巡检、河道巡检等具体应用。在日常巡检中，无人机相较传统人力巡检，具有成本低，灵活性强，安全性高，受自然环境及地形影响较小、视角更优等特点。
- 地理测绘。无人机在抢险、科研、教育、智慧农业、智慧城市、勘察、场景巡检等具体应用中，测绘是关键的一环。对比传统人力测绘制作地图通常需要数天甚至几周的时间，无人机甚至能通过抓取镜头数据毫秒级实现生成实时实景地图，具有效率高、成本低、数据精确、操作灵活、侧面信息可用等特点，能满足不同测绘行业人员的需求。
- 网络直播。无人机的加入，给依托于高速网络而诞生的网络直播带来了全新的拍摄视角（上帝视角、全景视角等）。伴随着5G网络技术的日趋成熟，5G无人机VR直播将会广泛应用于体育赛事、演艺活动等大型活动极致体验直播以及广告、新闻、电影等商业活动拍摄中。

## 觀點及爭議
中華人民共和國央視的專題報導表示，2015年10月底曾經支援史諾登事件的美國駭客網站「攔截」發表大量美軍內部洩密文件，揭露歐巴馬長期支持的無人機計畫，其中細節顯示中東暗殺計畫的決策過程極度粗糙草率，無人能證明每次行動確實經過大量專家詳細調查和計畫，導致之後行動效果中約90%死傷的是平民誤殺，真正嫌疑是恐怖份子的不到10%以下；中東評論者對此認為，美軍內部數據為提供高階長官，相關報告已經美化，確實是恐怖份子的人不到2%，98%都是平民被屠殺。白宮發言人厄尼思特（Josh Earnest）則表示，這些任務「竭盡全力控制平民傷亡」。
一位名为布兰登·布莱恩特（Brandon Bryant）的前美軍無人機操作員在工作六年后退役，接受多國媒體專訪，表示美國內部確實對於深入前線的無人機，戰果根本無法判別，殺了誰是一本糊塗帳，就他自己的私人計算他所在的部隊在他任內殺了1600人以上，不少是兒童。之後患上了戰爭創傷綜合症。後來退役當天軍方發給他一張成績單，他所在的小組在指引無人機行動的6000多個小時里，經戰果審核公證共殲滅了1626人，布賴恩特表示看到該列表後只感到作嘔和厭惡。
2015年11月巴黎襲擊事件後4名曾在美軍無人機部隊服役的老兵上書總統，无人机策略已沦为极端武装招募人员、收买人心的工具。行動中大量屠殺的平民照片和平民家屬的到處演講成為伊斯蘭國（ISIS）招募的宣傳，無人機製造的新恐怖份子遠比消滅的人數多，必須改變無人機戰略。

## 反無人機技術
反無人機技術隨著無人機發展也在同步發展，常用的有電磁戰干擾或入侵訊號等手段接管敵方無人機，或是傳統的近防武器擊落，例如2011年RQ-170偵查機事件，該美國無人機被伊朗用某種方式接管後降落於境內俘虜，7年以後央視才透漏消息，是俄羅斯的反無人機技術支援伊朗後完成此次行動。
同時2018年初敘利亞戰場上，發生叛軍用不明國家製造的小無人機群十多架攜帶土製炸彈攻擊俄羅斯駐軍基地，但該次行動俄軍使用電磁戰與近防武器聯合作戰方式，俘虜了6架並擊毀另外若干架，完全反制了該次襲擊，反無人機技術已經成為軍事大國爭相探討的課題。

## 流行文化
電影
- 2008年—《鷹眼》：型號為MQ9掠食者無人攻擊機，用於美國空軍使用。

電視影集
- 无人机用于科幻电视连续剧《星际之门》的许多情节之中。
- 影集《24小時反恐任務》第九季活過今晚，以無人機作為反派武器。

電玩遊戲
- 空戰奇兵7 未知天際劇情中，Erusea王國使用大量無人機成功襲擊擁有軍事優勢的Osea聯邦。
- 戰地2、戰地3及戰地4中，玩家可部署無人機用於偵查。
- 決勝時刻4：現代戰爭、決勝時刻：現代戰爭2、決勝時刻：現代戰爭3、決勝時刻：現代戰爭 (2019年遊戲)中作為連殺技能，玩家可部署無人機偵測敵對玩家位置或進行精準空襲。

## 各國军用无人机
中华人民共和国型号：
- 长空一号无人机
- 长空二号无人机
- 彩虹四號无人机
- 彩虹五號无人机
- 无侦九无人机
- BZK-005无人机
- ASN-206无人机
- 翼龍無人機
- 翔龍無人機
- 利剑无人作战飞机
- 暗剑无人机
- WJ-700

 挪威型號：
- 黑色大黃蜂無人機

 伊朗型號：
- 卡曼-22寛體無人機[19]
- 莫哈傑爾-10型無人機[19]

 型號：
- 烏鴉精準酬載投放系統（Precision Payload Delivery System，PPDS）[20]

 美国型号：
- 鳳凰幽靈
- PSK無人機[21]
- V-BAT無人機[22]
- MQ-1掠奪者無人攻擊機
- RQ-2先鋒無人機（与以色列航空工业公司合作）
- RQ-3暗星無人偵查機
- RQ-4全球鷹偵察機
- RQ-5獵手無人機（与以色列航空工业公司合作）
- RQ-6前驱
- RQ-7影子
- MQ-8火力侦察兵无人机
- MQ-9死神无人机
- MQ-25刺鰩無人機
- MQ-4C海神侦察机
- RQ-11A大乌鸦
- RQ-11渡鴉式無人偵察機
- GNAT-750
- 扫描鹰无人机
- RQ-14龙眼无人机
- BQM-74E石鸡
- RQ-170哨兵无人侦察机
- X-45
- X-47A无人机
- X-47B无人机
- X-47C无人机
- 幻影鰩無人機
- 海靈無人機
- RQ-180隱形無人偵察機
- SR-72偵察機
- QF-16
- 弹簧刀无人机

 俄羅斯型号：
- Dozor-100无人机[23]

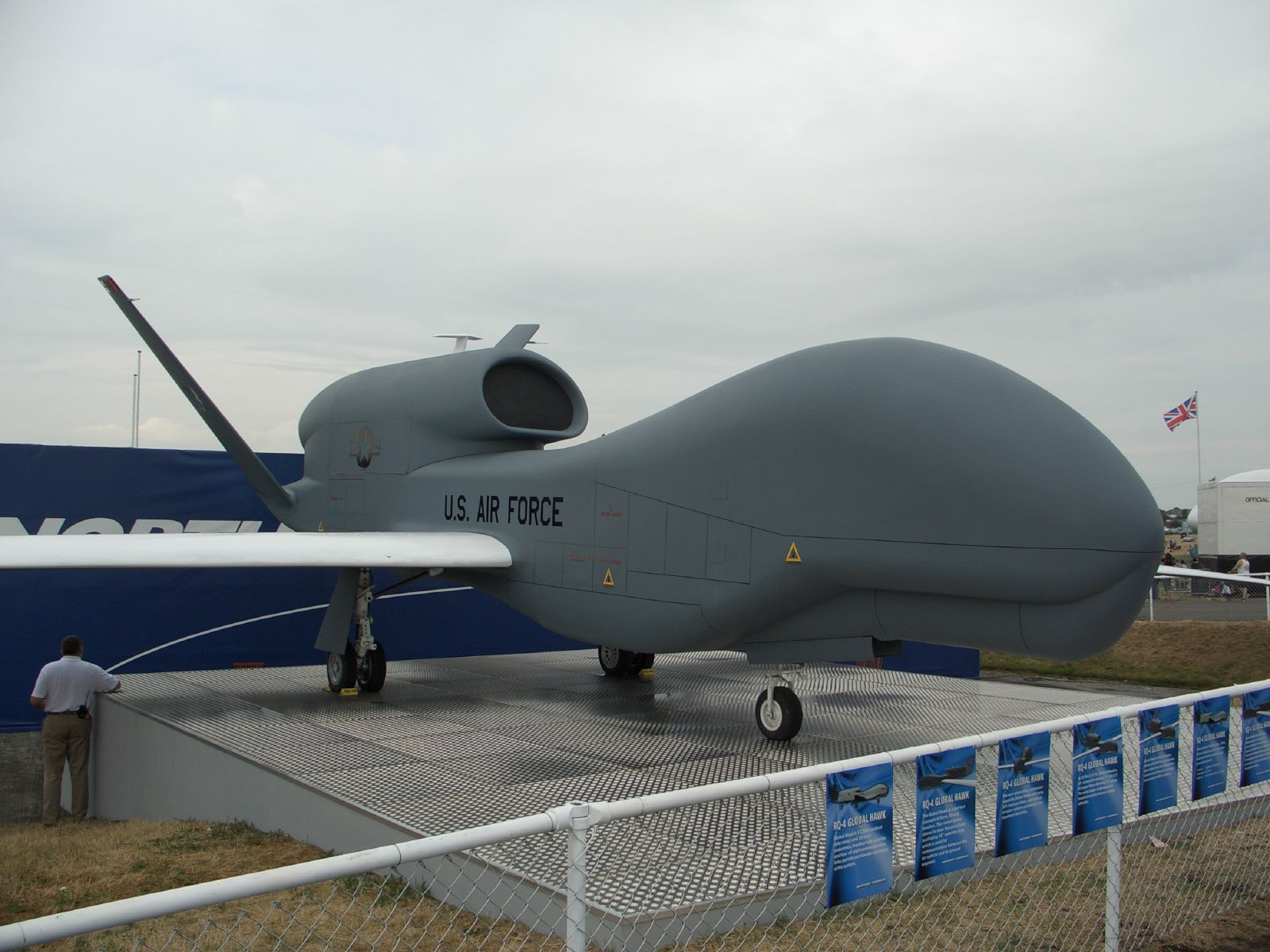
诺斯洛普·格鲁门的全球鷹無人機

- Horizon Air S-100 无人机[23]
- Zala 421-06直升机式
- S-70「獵人」（Okhotnik）匿蹤無人戰鬥機[24]
- 海鹰-10无人机[25]

 法國型号：
- 麻雀

 德国型号：
- CL-289
- 阿拉丁
- 月神2000

 義大利型號：
- P.1HH鎚頭無人機

 印度型号：
- 航空发展局尼桑特（遥控飞行器）
- 印度斯坦航空工业公司拉克什亚
- 搜索者MkII（和以色列合作）
- 印度斯坦航空工业公司苍鹭（和以色列合作）

 以色列型号： 
- 以色列航空工业公司先锋（和美国合作）
- 猎人RQ-5无人机（和美国合作）
- 以色列航空工业公司哈比无人机
- 以色列航空工业公司苍鹭
- 以色列航空工业公司别动队
- 以色列航空工业公司侦察兵
- 以色列航空工业公司搜索者侦察机
- 以色列航空工业公司陨石 - 发射筒发射的微无人机系统

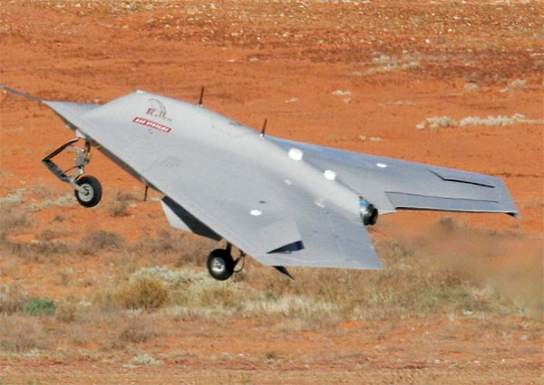
英國BAE Raven

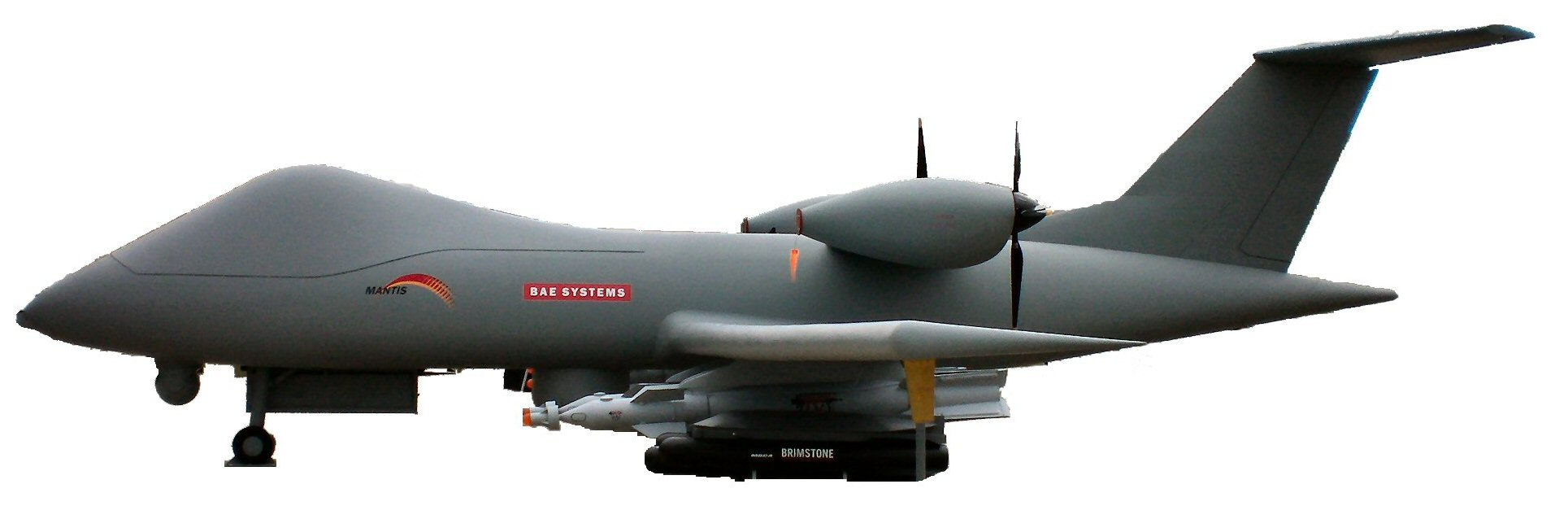
英國BAE Mantis武裝機

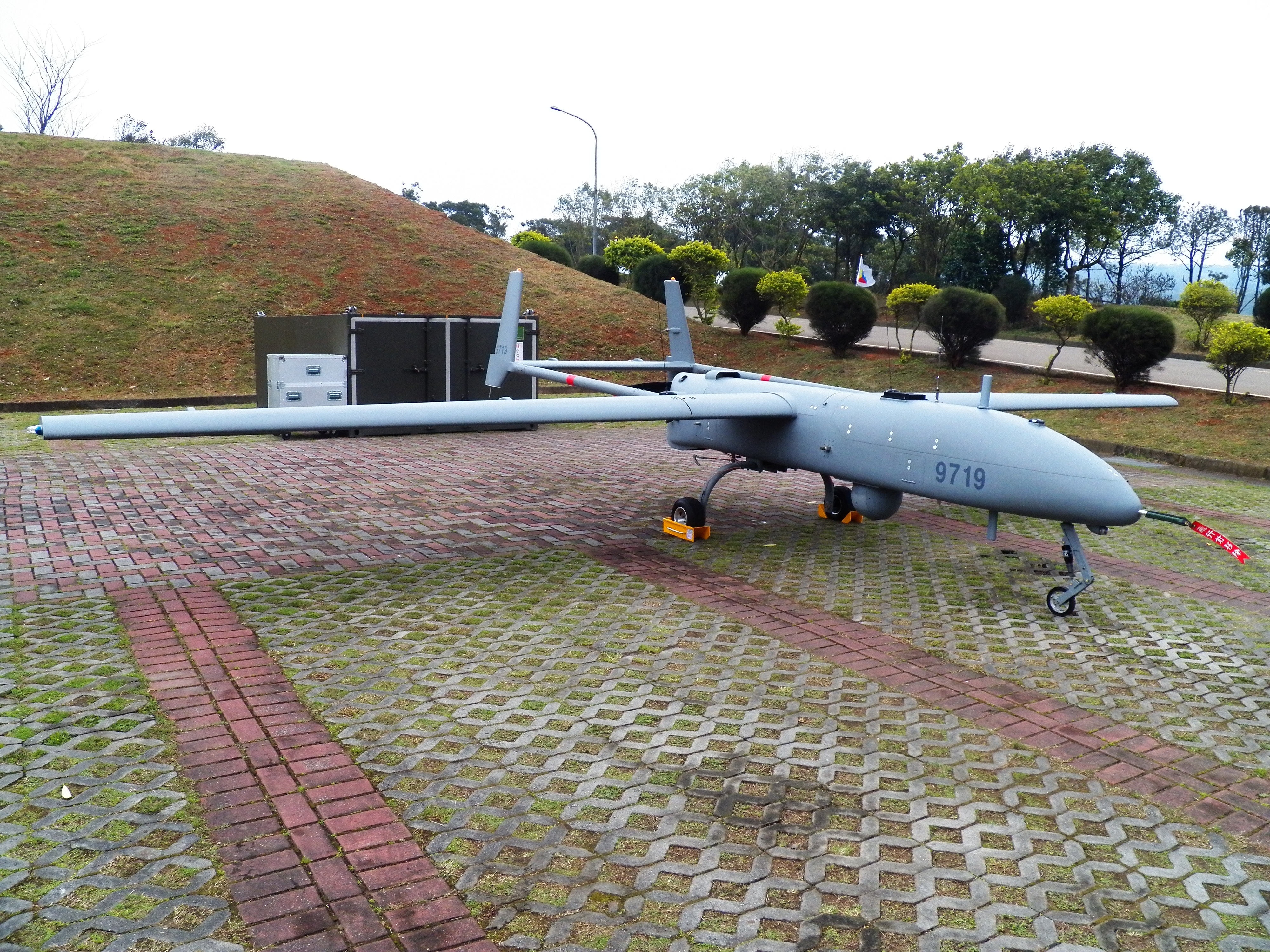
中華民國陳列於裝甲兵學校的銳鳶無人機

 约旦型号：
- 约旦隼
- I-wing
- 约旦箭
- 静眼

 巴基斯坦型号：
- 航向

 南非型号：
- 肯特容公司搜索者侦察机
- 高级技术和工程公司秃鹫
- 丹尼尔公司短尾鹰

 英国型号：
- 墨卡托无人机
- 不死鸟无人机
- 守望者无人机

 土耳其型号：
- STM Kargu
- 拜拉克塔尔TB2
- 拜拉克塔尔-TB2S
- 拜拉克塔尔-TB3
- 拜拉克塔尔-AKINCI
- Kalkan Diha無人機[26]
- 土耳其安卡无人机[27]
- TAI ANKA-S[28]
- 安卡-3[29]
- TAI Aksungur[27]
- 巴伊拉克塔尔游骑兵无人机

 乌克兰型號
- R18无人机
- 鲨鱼 (无人机)

 中華民國型号：
- 銳鳶無人機 (中翔二型)
- 銳鳶二型無人機 (中翔三型)
- 天隼二型無人機
- 紅雀微型無人機
- 紅雀二型無人機
- 紅雀三型無人機
- 摩羯旋翼型無人機
- 騰雲無人機
- 劍翔無人機
- 巡飛彈一型
- 巡飛彈二型